# Elsa Baquerizo
Elsa María Baquerizo McMillan (Nueva York, Estados Unidos, 25 de junio de 1987) es una deportista española que compitió en voleibol, en la modalidad de playa, haciendo pareja con Liliana Fernández (2007-2021).
Obtuvo tres medallas en el Campeonato Europeo de Vóley Playa entre los años 2012 y 2019. Participó en tres Juegos Olímpicos de Verano, ocupando el noveno lugar en Londres 2012, Río de Janeiro 2016 y Tokio 2020.
Ganó siete veces el Campeonato de España, en 2009-2014 y 2017.

## Palmarés internacional
| Campeonato Europeo | Campeonato Europeo     | Campeonato Europeo | Campeonato Europeo |
| Año                | Lugar                  | Medalla            | Pareja             |
| ------------------ | ---------------------- | ------------------ | ------------------ |
| 2012               | La Haya (Países Bajos) | Medalla de bronce  | Liliana Fernández  |
| 2013               | Klagenfurt (Austria)   | Medalla de plata   | Liliana Fernández  |
| 2019               | Moscú (Rusia)          | Medalla de bronce  | Liliana Fernández  |